# Tiarella californica
Tiarella californica là một loài thực vật có hoa trong họ Saxifragaceae. Loài này được (Kellogg) Rydb. miêu tả khoa học đầu tiên năm 1905.